# Alchemilla brachetiana
Alchemilla brachetiana är en rosväxtart som beskrevs av Robert Buser. Alchemilla brachetiana ingår i släktet daggkåpor, och familjen rosväxter. Inga underarter finns listade i Catalogue of Life.